# Fiat 2000
Fiat 2000 – włoski czołg zaprojektowany w okresie I wojny światowej.

## Historia
Powstał jako prywatna inicjatywa firmy Fiat w 1917 r., w momencie powstania była to niewątpliwie najbardziej zaawansowana konstrukcja tego typu na świecie. Główne uzbrojenie, krótkolufową armatę 65 mm, umieszczono w obrotowej wieży, dodatkowe uzbrojenie stanowiło aż siedem karabinów maszynowych umieszczonych wokół pojazdu w taki sposób, że prawie nie było martwego pola ostrzału.  Łącznie zbudowano, według różnych źródeł, dwa lub sześć czołgów tego typu. Na pewno powstały dwa różniące się nieco prototypy (pierwszy ukończono w 1917 r., drugi w 1918 r.), natomiast w 1919 r. złożono zamówienie na kolejne 4 egzemplarze, lecz najprawdopodobniej nie zostało ono zrealizowane (brak na to dowodów), stąd bardziej prawdopodobna wydaje się wersja, że dwa prototypy to jedyne powstałe czołgi tego typu.
Czołg nie zdążył wziąć udziału w I wojnie światowej, ale na uzbrojeniu armii włoskiej pozostał aż do połowy lat 30.  Według niektórych źródeł na początku lat 30. w części czołgów zastąpiono przednie karabiny maszynowe dwiema armatami 37 mm.

## Użycie bojowe i poligonowe
Czołg (1 sztuka) w 1919 r. wszedł w skład batteria autonoma carri d'assalto, stacjonującej w Turynie. Czołg w 1919 został wysłany wraz z innymi czołgami tj. Renault FT, Schneider m16, na terytorium Libii, gdzie wziął udział w walkach w okolicach Misraty. Czołgi powróciły do Włoch w marcu 1919 r. 
1 kwietnia 1919 r. czołg wziął udział w pokazach w Rzymie przed królem Wiktorem Emanuelem III. W trakcie pokazu czołg zniszczył ceglany mur i łamał też drzewa. W 1922 r. czołg przeniesiono do Nettuno, gdzie jednostka batteria autonoma carri d'assalto, została przeformowana w Compagna Autonoma Carri Armati.
Następnie czołg znalazł się w 8 Pułku Artylerii Ciężkiej w Rzymie, gdzie został zapomniany. W 1933 r. czołg odnalazł płk. Maltesse dowódca 3. pułku czołgów. Nakazał wyremontować pojazd wówczas zainstalowano 2 armaty 37/40 zamiast poprzednich karabinów maszynowych. Fiat 2000 po odnowieniu wziął udział w defiladzie przed Duce w dniu 3 września 1934 r., która skończyła się pożarem silnika (już po minięciu trybuny honorowej). Od 1936 r. czołg służył jako pomnik na terenie koszar w Tiburtino.